# Per & Bettan
Per & Bettan är en svensk komediserie som hade premiär den 20 september på SVT Play och den 21 september 2024 på SVT1. Serien består av åtta avsnitt och är regisserad av Tiffany Kronlöf.

## Handling
Serien kretsar kring Per som är stans största tjejtjusare och han är kär i barndomsflamman Bettan. Hon är dock tillsammans med Greger. Men Per ger inte upp för det.

## Rollista (i urval)
| Isak Löb                  | – Per          |
| Emilia Rehnberg           | – Bettan       |
| Herman Munck              | – Finkel       |
| Tommy Carlberg            | – Greger       |
| Leif Andrée               | – Råttan Ricky |
| Stefan Isaksson           | – McStraw      |
| Kodjo Akolor              | – reklamman    |
| Emma Melin                | – skidtjej     |
| Isabelle Sondén           | – skidtjej     |
| Ramón Monserrat           | – Juan         |
| Astrid Tobieson Menasanch | – Rosita       |